# Шоу Рокки и Буллвинкля
«Шоу Рокки и Буллвинкля» (англ. The Rocky and Bullwinkle Show) — американский мультсериал, выходивший вначале на телевидении АВС, затем на NBC с 1959 по 1964 год. Автор Алекс Андерсон.

## Сюжет
Главные герои — белка-летяга Рокки и лось Буллвинкль. Они живут в лесу, находящемся в американском городе Фростбайт Фолз, и противостоят злым силам в лице шпионов из вымышленного европейского государства Поттсильвания (аллюзия на ГДР) Бориса Баденова, Наташи Фатале и их босса — Злого Лидера.
По замыслу Андерсона этот мультсериал — пародия на популярные телешоу, при этом многие герои напоминали голливудских актёров. Борис Баденов был пародией на армянского актёра Акима Тамирова, а его сообщница Наташа Фатале — на Грету Гарбо в комедии «Ниночка», где она играла советского комиссара. Шоу было богато каламбурами, обыгрывавшими имена персонажей и названия эпизодов.

## Влияние
Сериал пользовался популярностью и оказал большое влияние на большинство американских современных мультсериалов, по крайней мере на те, которые создал Мэтт Грейнинг. «Симпсоны», пишет Time, стали воплощением его детской мечты о создании собственного сериала — а зародилась эта мечта за просмотром «Рокки и Буллвинкля».

## Продолжение
В 2014 году вышел короткометражный компьютерно-анимационный фильм «Рокки и Буллвинкль» студии DreamWorks Animation. Режиссёром стал Гари Труздейл, сорежиссёр «Красавицы и Чудовища». Мультфильм будет бонусом к полнометражному анимационному фильму, также основанному на этом сериале Приключения мистера Пибоди и Шермана.